# Hermann von Salm

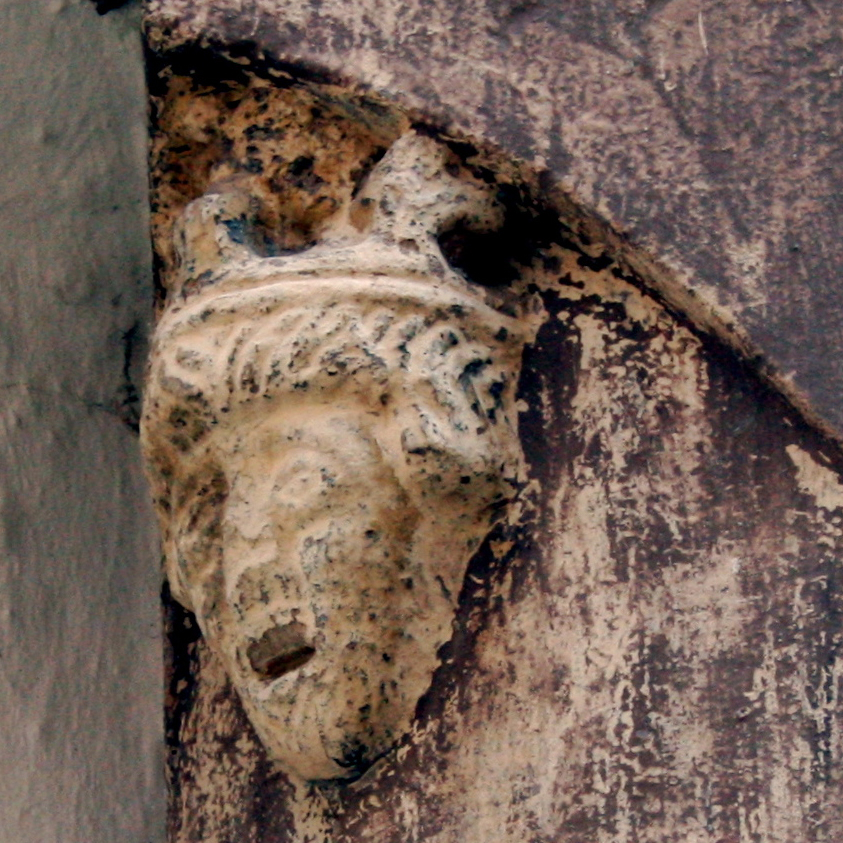
Darstellung des Königs Hermann von Salm am Rathaus von Eisleben

Hermann von Lützelburg, Graf von Salm, (* um 1035; † 28. September 1088 auf der Reichsburg Cochem), war der Stammvater des Hauses Salm.

## Leben
Hermann von Lützelburg war ein Sohn des Grafen Giselbert von Luxemburg und dessen Frau. Im Zeitraum von 1064 bis 1088 residierte er als Pfalzgraf auf der Burg Cochem.
Hermann von Salm wurde am 6. August 1081, während Heinrich IV. in Italien weilte, von den in Ochsenfurt versammelten Sachsen und Schwaben als Nachfolger des im Oktober 1080 gefallenen Rudolf von Rheinfelden zum Gegenkönig Heinrichs IV. gewählt. Erzbischof Siegfried I. von Mainz krönte ihn am 26. Dezember in Goslar zum König.

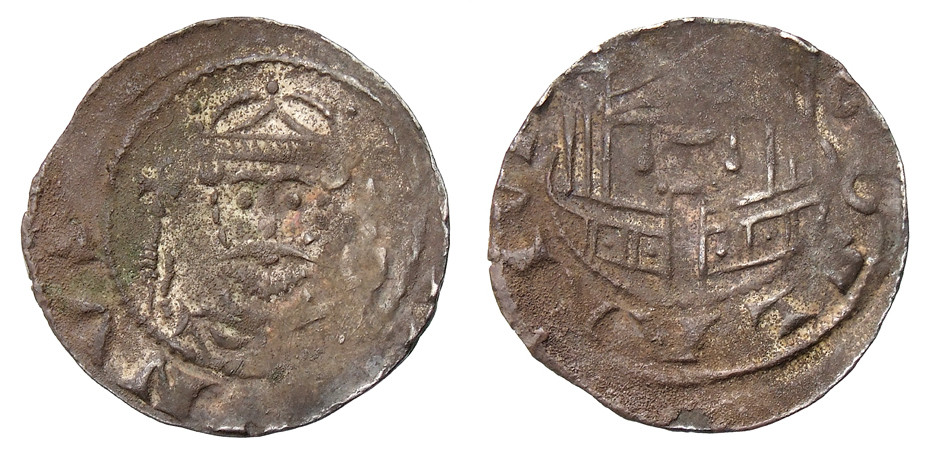
Münze des Hermann von Salm aus der wichtigen königlichen Prägestätte Goslar, die unter seiner Kontrolle stand

Hermann von Salm beschränkte sich allerdings nur auf seinen Einflussbereich Sachsen und konnte sich somit auch nicht gegen Heinrich IV. durchsetzen. Selbst seine Verwandten, die einflussreichen und im Reich weit verbreiteten Luxemburger, blieben ohne Ausnahme kaisertreu. Hermanns Plan, mit einem an der Donau versammelten Heer nach Italien aufzubrechen, wurde durch den Tod seines Hauptanhängers Otto von Northeim vereitelt. Als Heinrich 1085 mit Heeresmacht in Sachsen einrückte, flüchtete Hermann zu den Dänen, kehrte aber zurück. Mit Unterstützung des Herzogs von Bayern, Welf V., schlug er 1086 den Kaiser bei Bleichfeld am Main und gewann Würzburg. Sein Einfluss blieb aber weiterhin so gering, dass er für Heinrich zu keiner Zeit eine Gefahr darstellte.
Seiner Rolle als Schattenkönig, der nur ein Spielball in der Hand ehrgeiziger Großer war, überdrüssig, zog er sich 1088 in seine Erblande, die Grafschaft Salm, zurück und verlor noch im selben Jahr beim Kampf um Cochem das Leben. Er wurde in Metz beerdigt. Die Brüder Grimm überlieferten, dass Hermann von Salm von seinen Gegnern als „Knoblauchskönig“ oder „König Knoblauch“ verspottet wurde. In der Umgebung seiner Residenz Eisleben wuchs damals der Knoblauch. Auf diesen Spott führen Chronisten die Tradition des Knoblauchsmittwochs zurück.
Mit seiner Frau Sophia von Formbach hatte er folgende Kinder: 
- Hermann II. von Salm,
- Otto I. von Salm und
- Dietrich von Salm.

## Regesten
- J. F. Böhmer, Regesta Imperii III. Salisches Haus 1024–1125. Teil 2: 1056–1125. 3. Abt.: Die Regesten des Kaiserreichs unter Heinrich IV. 1056 (1050) – 1106. 5. Lief.: Die Regesten Rudolfs von Rheinfelden, Hermanns von Salm und Konrads (III.). Verzeichnisse, Register, Addenda und Corrigenda, bearbeitet von Gerhard Lubich, unter Mitwirkung von Dirk Jäckel/Matthias Weber, sowie Cathrin Junker/Lisa Klocke/Markus Keller, Köln/Weimar/Wien 2018, ISBN 978-3-412-51149-4 (Digitalisat).